# OFK Mala Bosna 2015
OFK Mala Bosna 2015 je nogometni klub iz bačkog sela Male Bosne, AP Vojvodina, Srbija.

## Povijest
Od 1958. godine do 2015. u Maloj Bosni pet puta je pokretan nogometni klub i isto toliko puta bivao je ugašen. Godine 2015. reosnovan je nogometni klub OFK Mala Bosna.
Klub je reosnovan, točnije rečeno osnovan kao novi na osnivačkoj skupštini održanoj 10. kolovoza 2015. godine. Petero je osnivača kluba. Za predsjednika kluba izabran je Dražen Skenderović, a potpredsjedničku dužnost i dužnost tehnika obavljat će Miroslav Brajkov. Time je nakon nekoliko godina stanke obnovljeno organizirano igranje nogometa. Klub je u fazi registracije, dok vodstvo već okuplja igrački pogon u obje starosne konkurencije, pionire i seniore.
U klubu su planirali od jeseni 2015. zaigrati u Gradskoj nogometnoj ligi u seniorskom i pionirskom uzrastu.

## Vanjske poveznice
- Facebook stranica kluba